# James Selvaraj
James Selvaraj (* 21. November 1950 in Selangor) ist ein malaysischer Badmintonspieler. 	

## Karriere
James Selvaraj gewann von 1974 bis 1976 drei Titel in Folge bei den malaysischen Meisterschaften im Herreneinzel. 1976 wurde er Vizeweltmeister mit dem malaysischen Herrenteam. Bei den Südostasienspielen des Folgejahres gewann er Bronze im Herreneinzel. Nach seiner aktiven Laufbahn wechselte er in den nationalen Funktionärsstab.

## Sportliche Erfolge
| Saison | Veranstaltung             | Disziplin    | Platz | Name                         |
| ------ | ------------------------- | ------------ | ----- | ---------------------------- |
| 1974   | Malaysische Meisterschaft | Herrendoppel | 1     | James Selvaraj / Johnny Khoo |
| 1975   | Malaysische Meisterschaft | Herreneinzel | 1     | James Selvaraj               |
| 1976   | Malaysische Meisterschaft | Herreneinzel | 1     | James Selvaraj               |
| 1976   | Thomas Cup                | Herrenteam   | 2     | Malaysia                     |
| 1977   | Südostasienspiele         | Herreneinzel | 3     | James Selvaraj               |